# Narciso Tomé

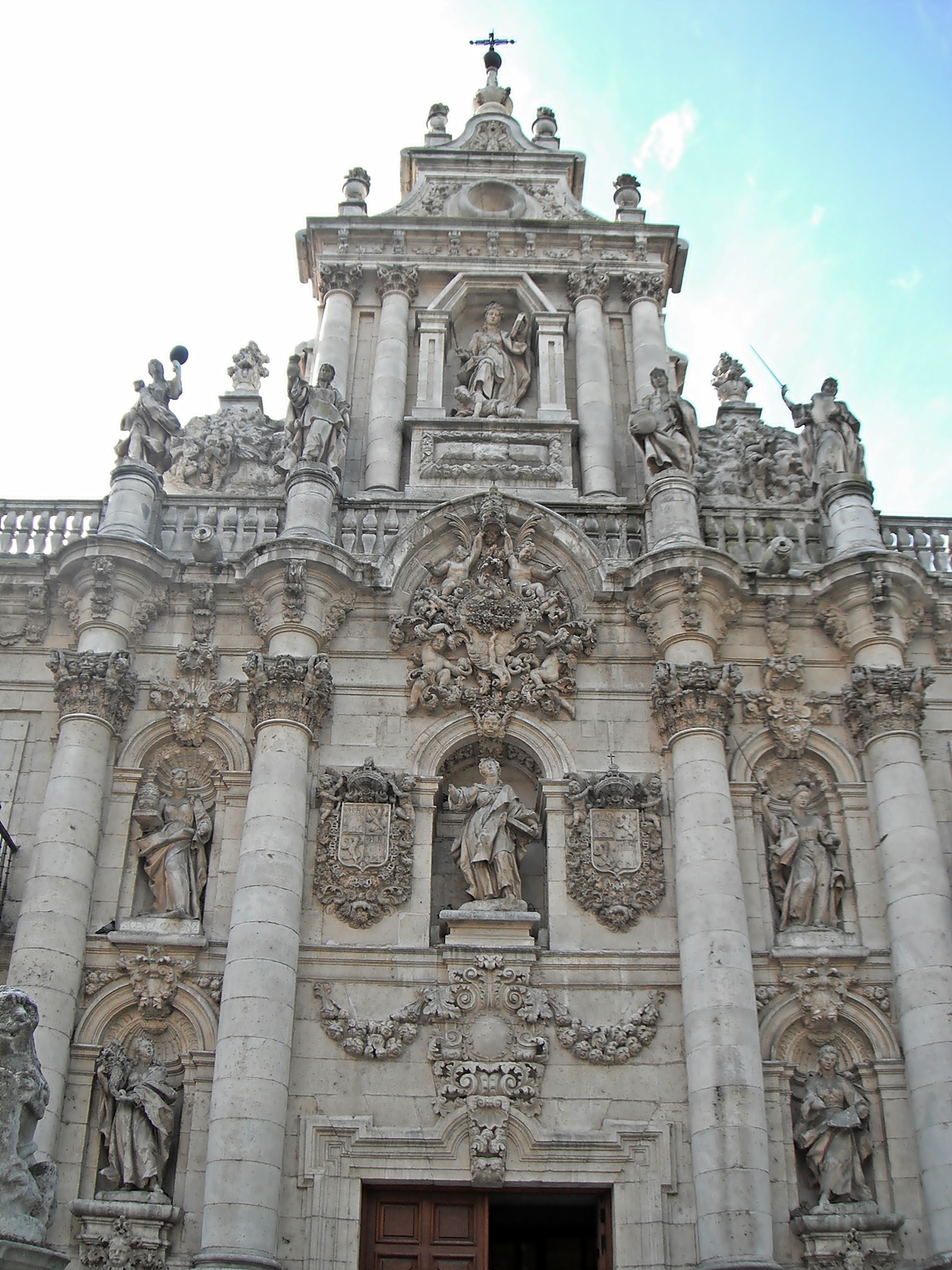
Fachada de la Universidad de Valladolid, en la realización de cuyas esculturas participó Narciso Tomé.

Narciso Tomé (1690-1742) fue un arquitecto y escultor español, nacido en Toro. Junto con su hermano Diego esculpió en 1715 la fachada de la Universidad de Valladolid. Trabajó en Salamanca con los Churriguera.

## Biografía
En el 27 de octubre de 1721 fue nombrado maestro de la catedral de Toledo, a las órdenes de Teodoro Ardemans y a su muerte le sucedió como maestro mayor. En esta iglesia mayor construyó, junto con cuatro hijos suyos, el célebre Transparente (1721-1732), uno de los ejemplos más notables del barroco español. También en este templo realizó otras labores escultóricas, como el retablo marmóreo de los santos Vicente, Sabina y Cristeta que se encuentra frente al Transparente.
Narciso Tomé terminó el Transparente en 1732 y justo entonces una delegación de Orgaz le visita en Toledo para hacerle el encargo de una imagen de Jesús Nazareno, encargo que Tomé aceptó y cumplió en un plazo corto, ya que la nueva imagen llegó a Orgaz el 19 de marzo de 1733. 
Conocemos el origen de la imagen y cómo fue su traslado desde Toledo a Orgaz gracias a un memorial escrito en 1734 por José Gómez Manzaneque, vecino de Orgaz, que está incluido en las "Ordenanzas, Privilegios y Concesiones de Indulgencias de la Esclavitud de Jesús Nazareno",  que se conservan en el archivo parroquial de Orgaz. El memorial está fechado en Orgaz el 18 de marzo de 1734, y está legalizado por el notario apostólico don Juan de  Segovia Miguel, vecino de Orgaz, y a la vez secretario de la Esclavitud de Jesús Nazareno.